# Université Quaid-i-Azam
L'université Quaid-i-Azam (ourdou : جامعہ قائداعظم; Quaid-i-Azam University ou simplement QAU) est une université publique de recherche située à Islamabad, au Pakistan.
Fondée comme Université d'Islamabad en 1967, elle a d'abord été consacrée à l'étude de troisième cycle de l'enseignement mais elle est devenue dans les années 1980, une université interdisciplinaire offrant à la fois des enseignements de premier et de second cycles universitaires. L'université est, dès 2015, devenue la plus grande université à Islamabad avec un total d'inscription dépassant les 13 000 étudiants. L'université est située sur un campus de 1700 acres (soit 6,9 km²) sur les contreforts des monts Margalla (en).
Divisée en quatre facultés et neuf instituts de recherche affiliés, QAU est parmi les plus grandes universités publiques du Pakistan et les mieux classées, ; à l'échelle mondiale, elle est classée parmi les 700 meilleures universités dans le monde par le Classement mondial des universités QS, tandis que ses publications régionales classent la QAU au 120ème rang en Asie en 2013. Le Times Higher Education World University Rankings la classe quant à lui entre les rangs 501 et 600 à l'échelle mondiale et dans le top 120 en Asie en 2014,.
L'université est nationalement connue pour ses travaux de recherche, l'avancement technologique, et l'interaction intellectuelle avec des institutions internationales, notamment l'Organisation des Nations unies, l'Université de Tokyo et le Centre international de physique théorique (ICTP). Elle est l'une des universités les plus populaires du pays et compte plusieurs personnalités et intellectuels, parmi ses anciens et actuels professeurs et chercheurs, et parmi ses anciens élèves depuis sa création. Parmi eux, figurent Maleeha Lodhi, Pervez Hoodbhoy, Nasim Zehra, Shamshad Akhtar, Suhail Zubairy, Farzana Aslam, Tasneem Zehra et Salma Zahid. L'université est dirigée actuellement par M. Javed Ashraf.

## Historique
L'université Quaid-i-Azam d'Islamabad (à l'origine nommée l'Université d'Islamabad) a été créée le 22 juillet 1967 en vertu de la Loi de l'Assemblée Nationale et a commencé ses enseignements et ses programmes de recherche pour le niveau doctorat et diplôme d'études approfondies. Plus tard, elle a décidé de couvrir les diplômes de Maîtrise et maintenant propose des programmes de premier cycle.
L'université Quaid-i-Azam possède quatre facultés et 38 départements, instituts, écoles et centres.

## Les facultés et les départements
L'université Quaid-i-Azam se compose de quatre facultés. Voici les départements, instituts/écoles qui travaillent au sein de ces facultés:
La faculté des Sciences naturelles regroupe les départements de chimie, informatique, sciences de la terre, électronique, TIC, mathématiques, physique et statistiques.
La faculté des Sciences sociales regroupe l'école Quaid-i-Azam de Sciences du Management, l'école d'économie, l'école de politique et des relations internationales, l'école de droit, et les départements de sociologie, d'anthropologie, de linguistique, de défense et d'études stratégiques, et d'histoire. Enfin elle abrite l'Institut Taxila sur les civilisations asiatiques.
La faculté des sciences biologiques regroupe le centre national de bio-informatique, l'école de médecine et les départements de sciences de l'animal, de biochimie, de microbiologie, de botanique, de sciences de l'environnement, de pharmacie et de biotechnologie.
La faculté des sciences médicales regroupe le Al-Shifa Eye Trust Hospital Rawalpindi, le Army Forces Post Graduate Medical Institute, l'Académie des services de santé, le Federal Medical & Dental College, le Pakistan Institute of Medical Sciences et le Shifa College of Medicine.
Divers instituts travaillent également au sein de l'université : National Institute of Historical and Cultural Research, Saulat Institute of Pharmaceutical Sciences and Drug Research, Center of Excellence in Gender Studies, l'Institut national de psychologie, National Institute of Pakistan Studies, Area Study Centre pour l'Afrique, l'Amérique du Nord & l'Amérique du Sud.

## Classements et réputation
L'université Quaid-i-Azam est classée à un rang entre 651 et 700 dans le monde par le QS World University Rankings de 2018 et au 133ème rang en Asie.
Pour le Top 10 QS des universités asiatiques, QAU a été classée 6e dans la catégorie « sciences naturelles », en 2010. L'université a été classée entre 100 et 200 dans le classement QS mondial des meilleures universités en 2007 et 2009. Selon le dernier classement 2012 de la Commission de l'enseignement supérieur du Pakistan, l'université Quaid-i-Azam est classée première dans la catégorie générale. Selon les classements des universités de l'OCI, la QAU se tenait première dans le classement des universités des pays musulmans. Plus de 80% des professeurs détiennent un doctorat et ont de l'expérience à l'étranger

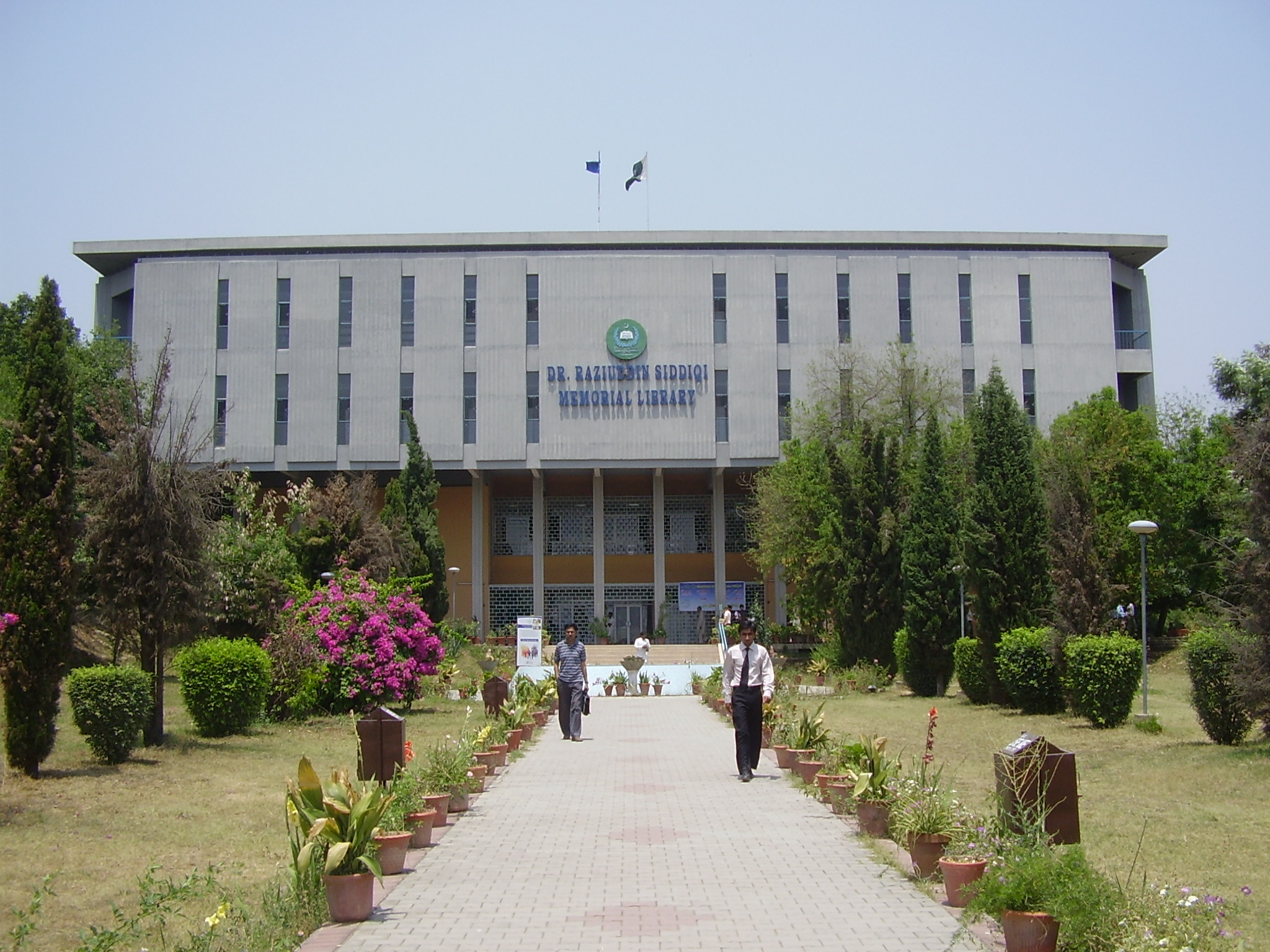
Bâtiment de la Bibliothèque « Dr Raziuddin Siddiqui ».
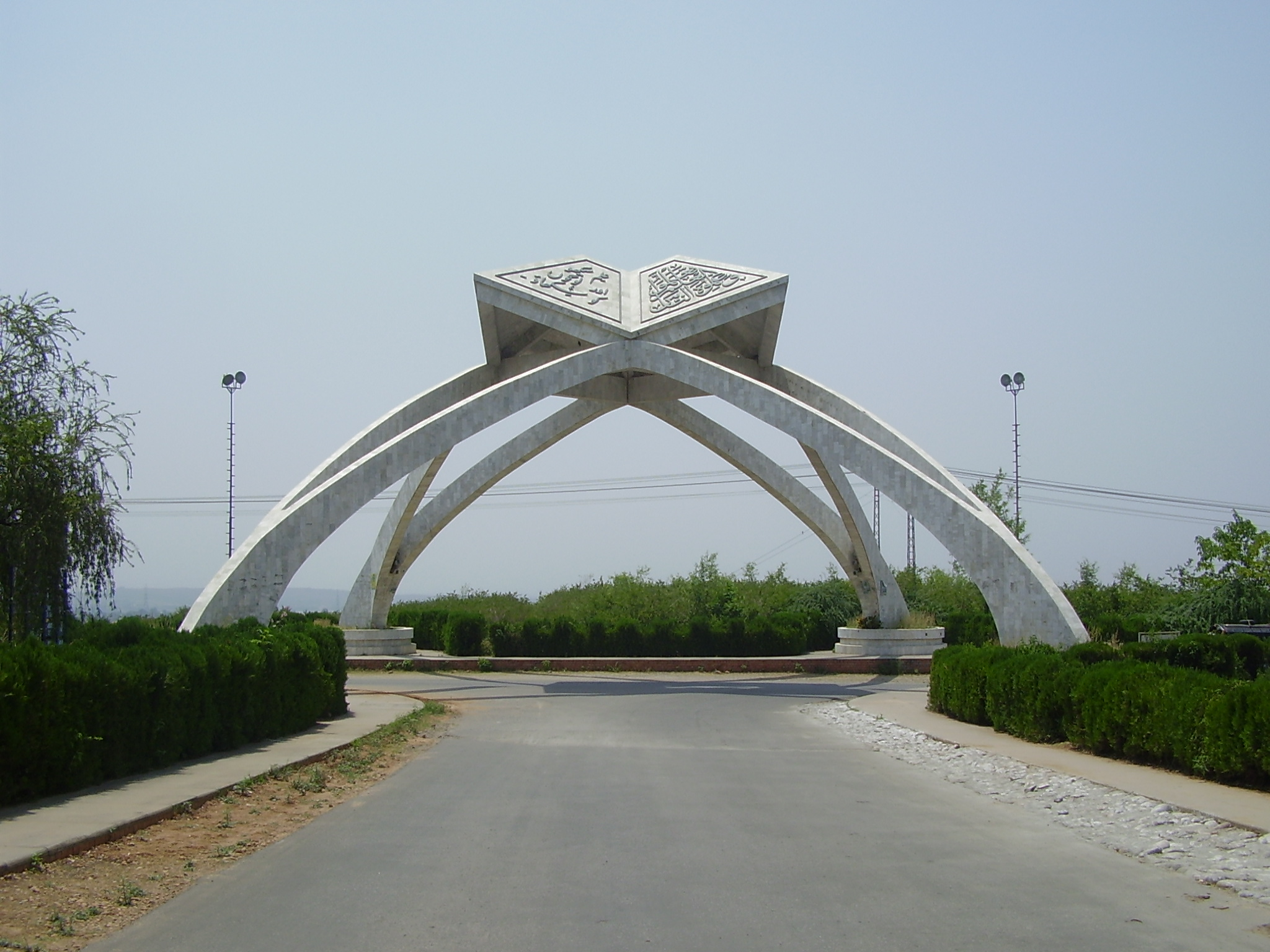
Entrée
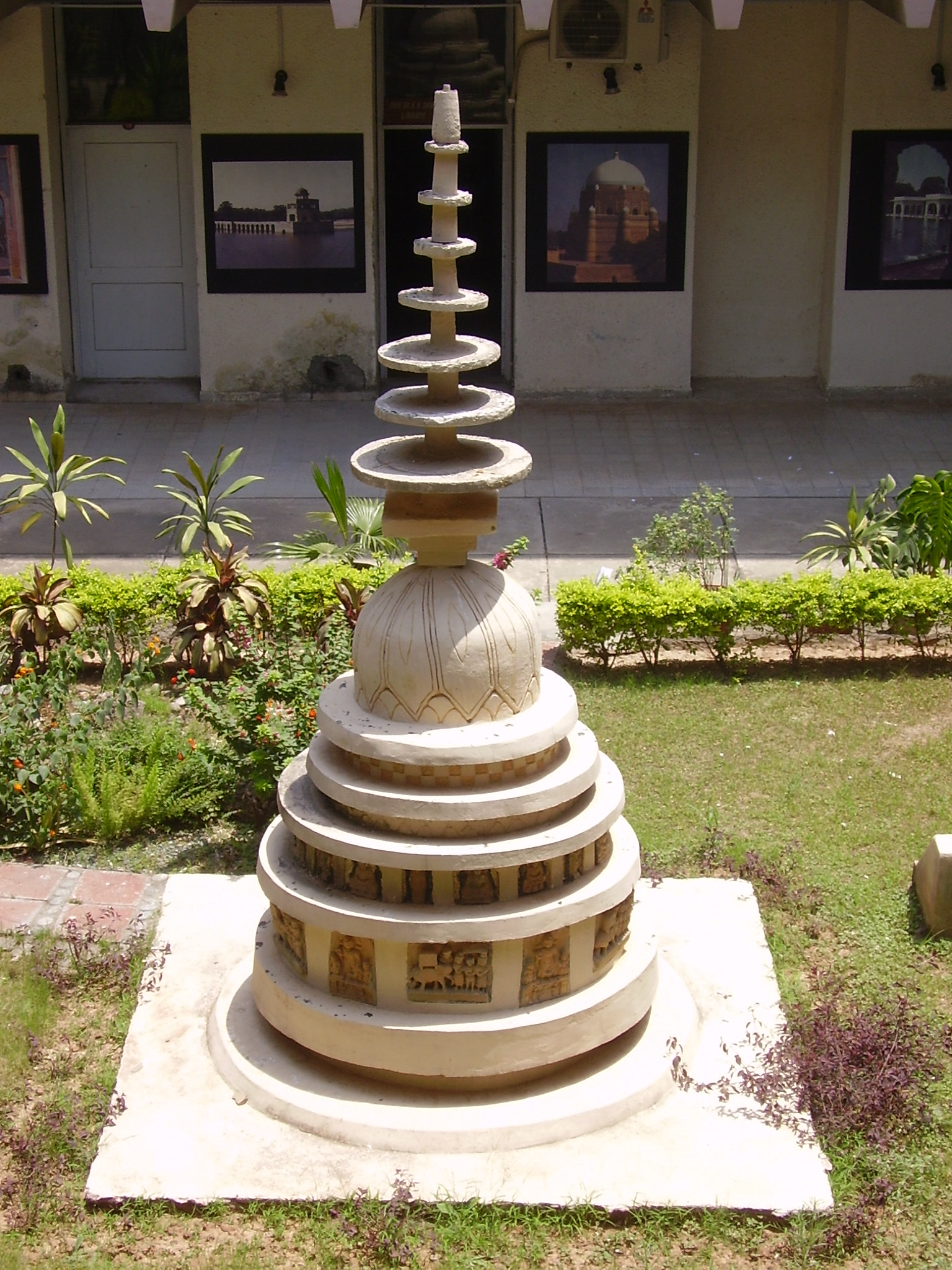
Stupa
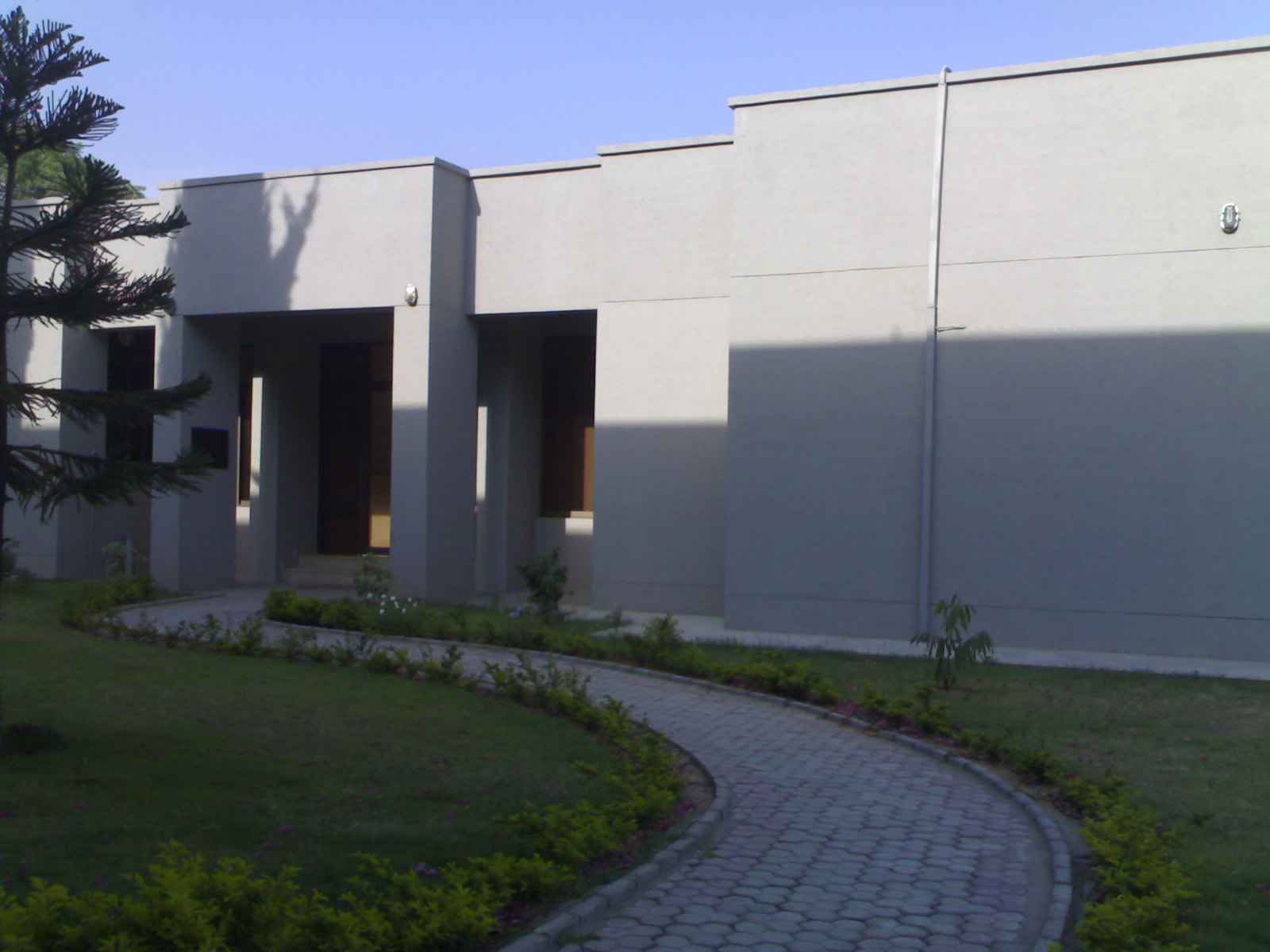
Bâtiment du département de la défense et des études stratégiques.

## Anciens élèves et professeurs notables

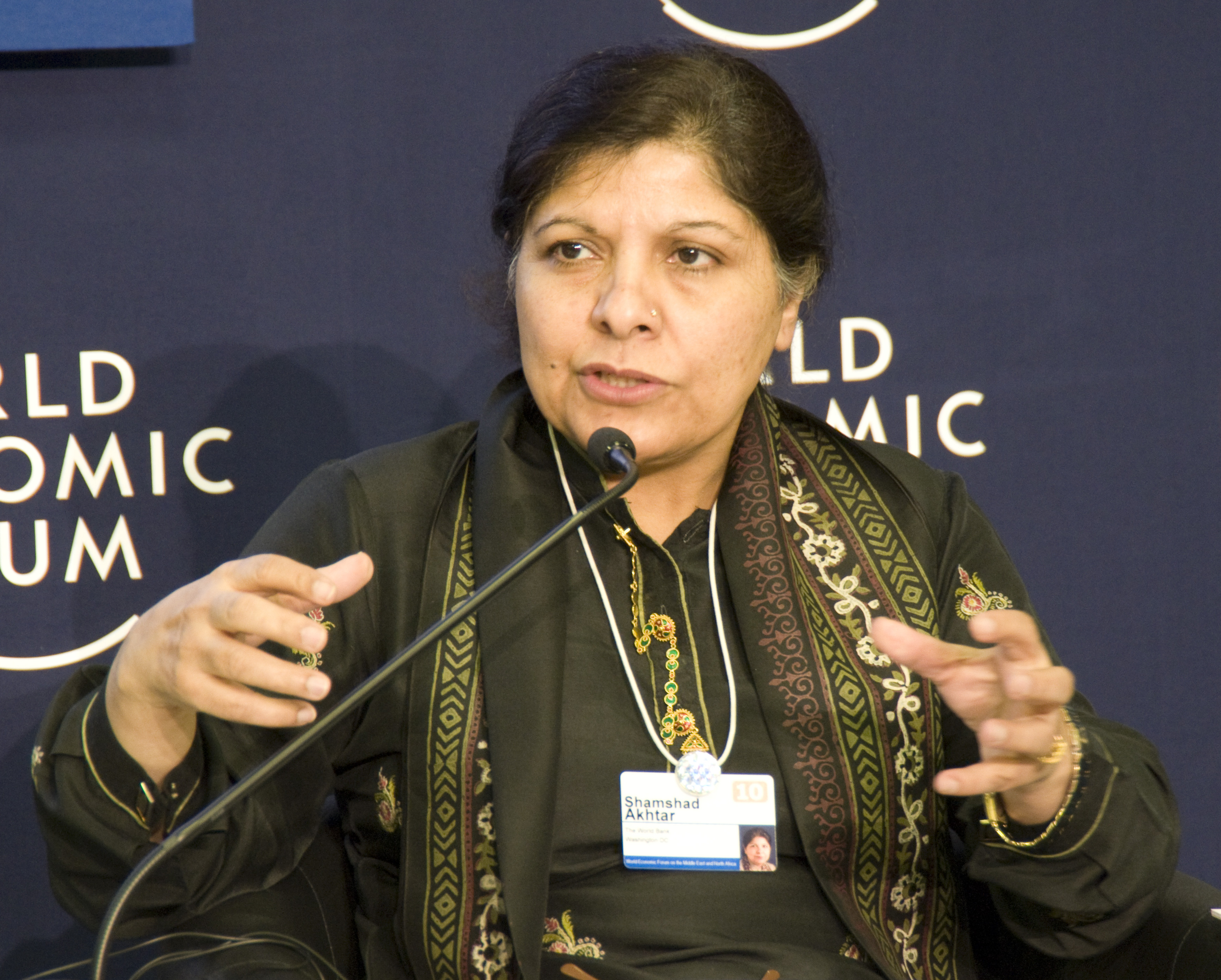
Shamshad Akhtar (en), vice-présidente de la Banque mondiale.
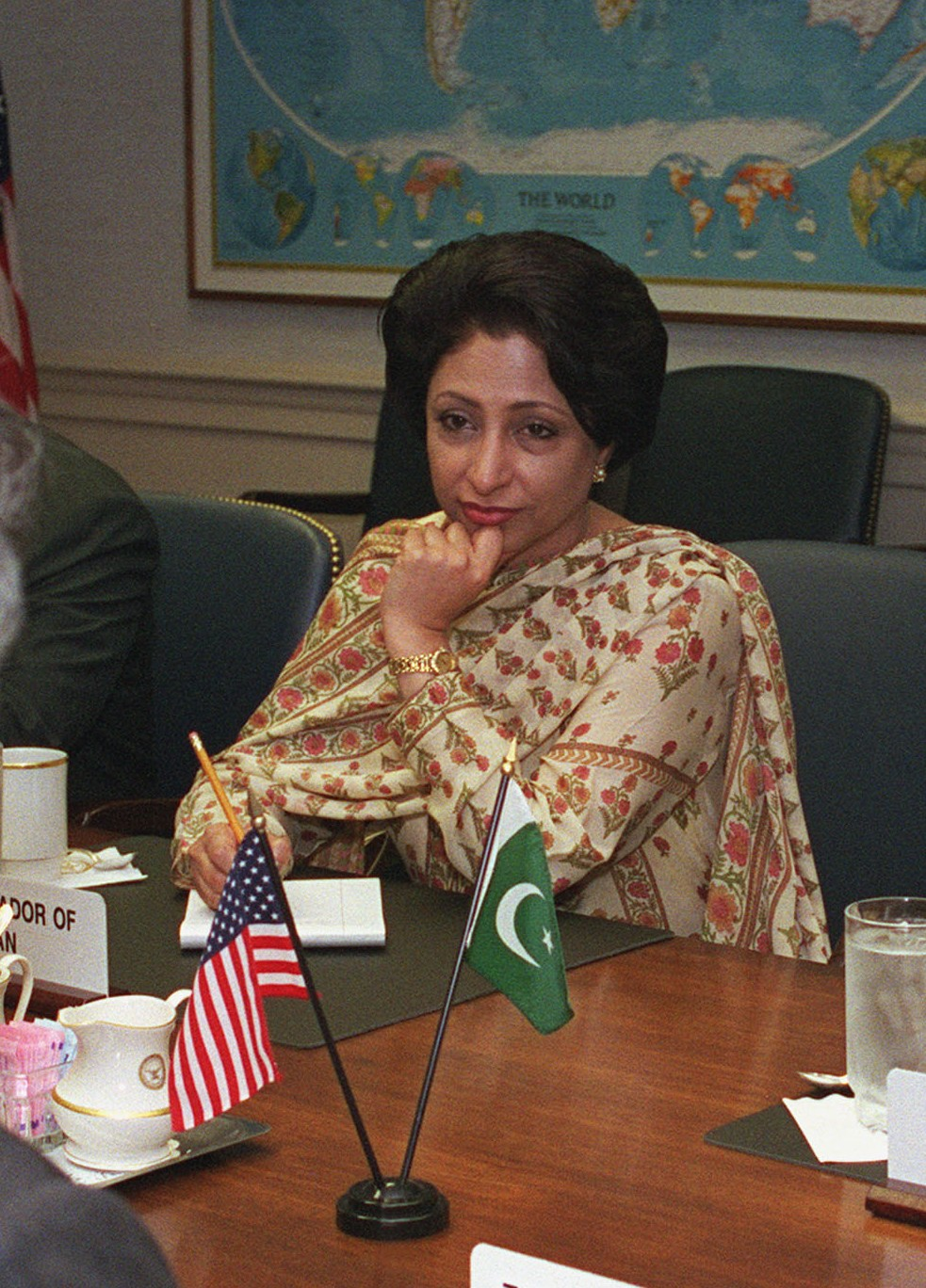
Dr. Maliha Lodhi, diplomate pakistanais.
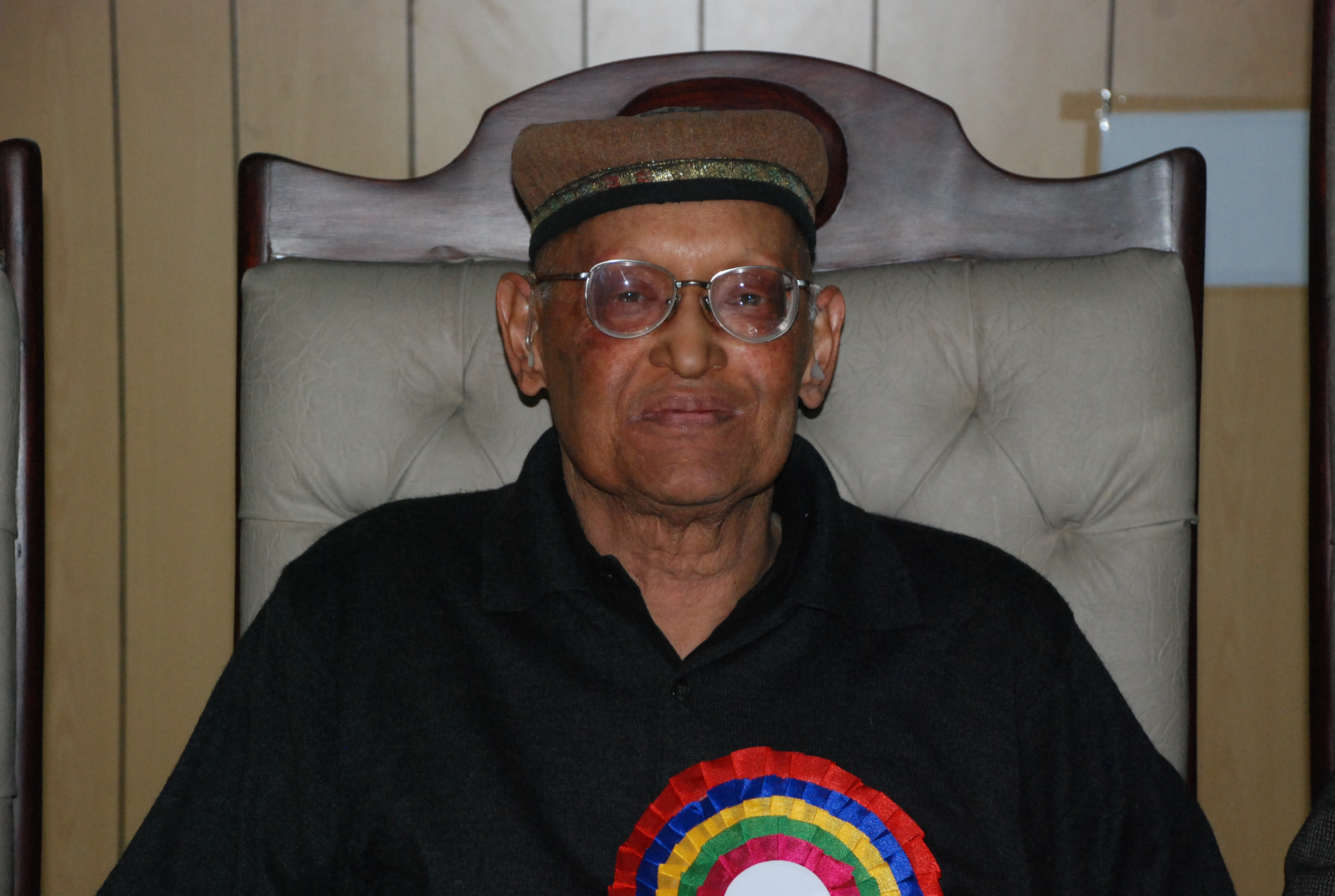
Asghar Qadir (en), mathématicien et cosmologiste pakistanais.
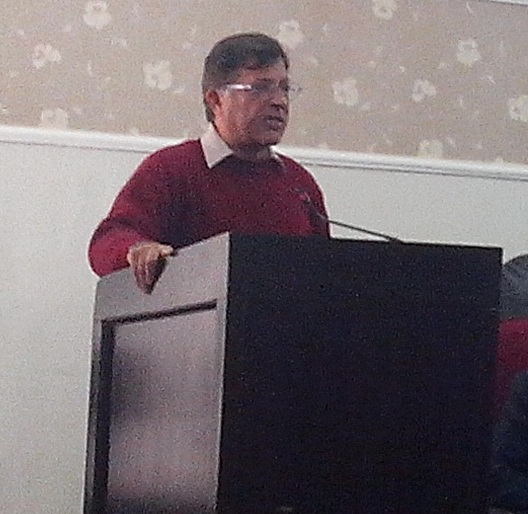
Pervez Hoodbhoy, physicien nucléaire lauréat du Prix Kalinga.
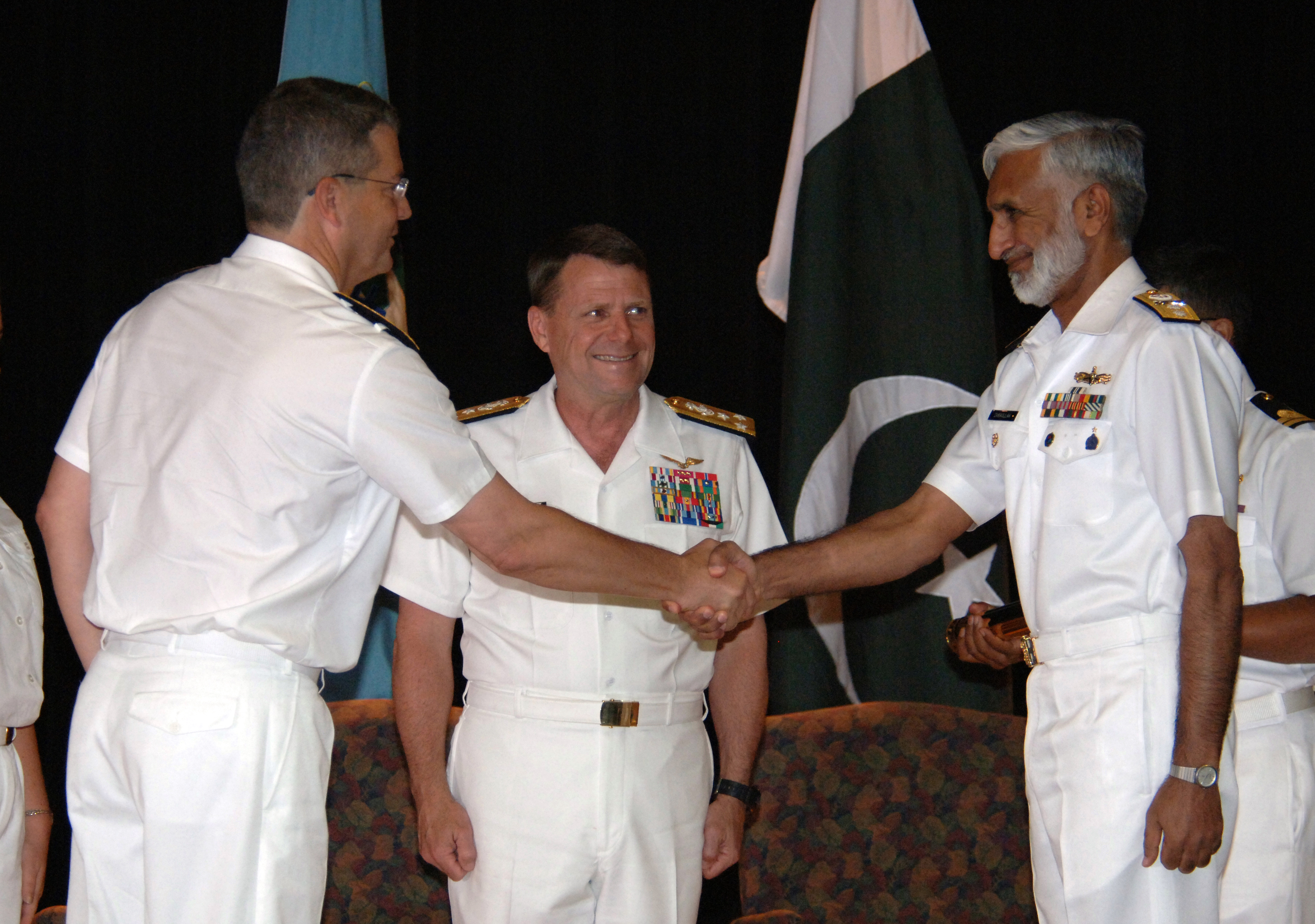
Muhammad Zakaullah (en), actuel chef de la Marine Chief of Naval Staff (Pakistan) (en).
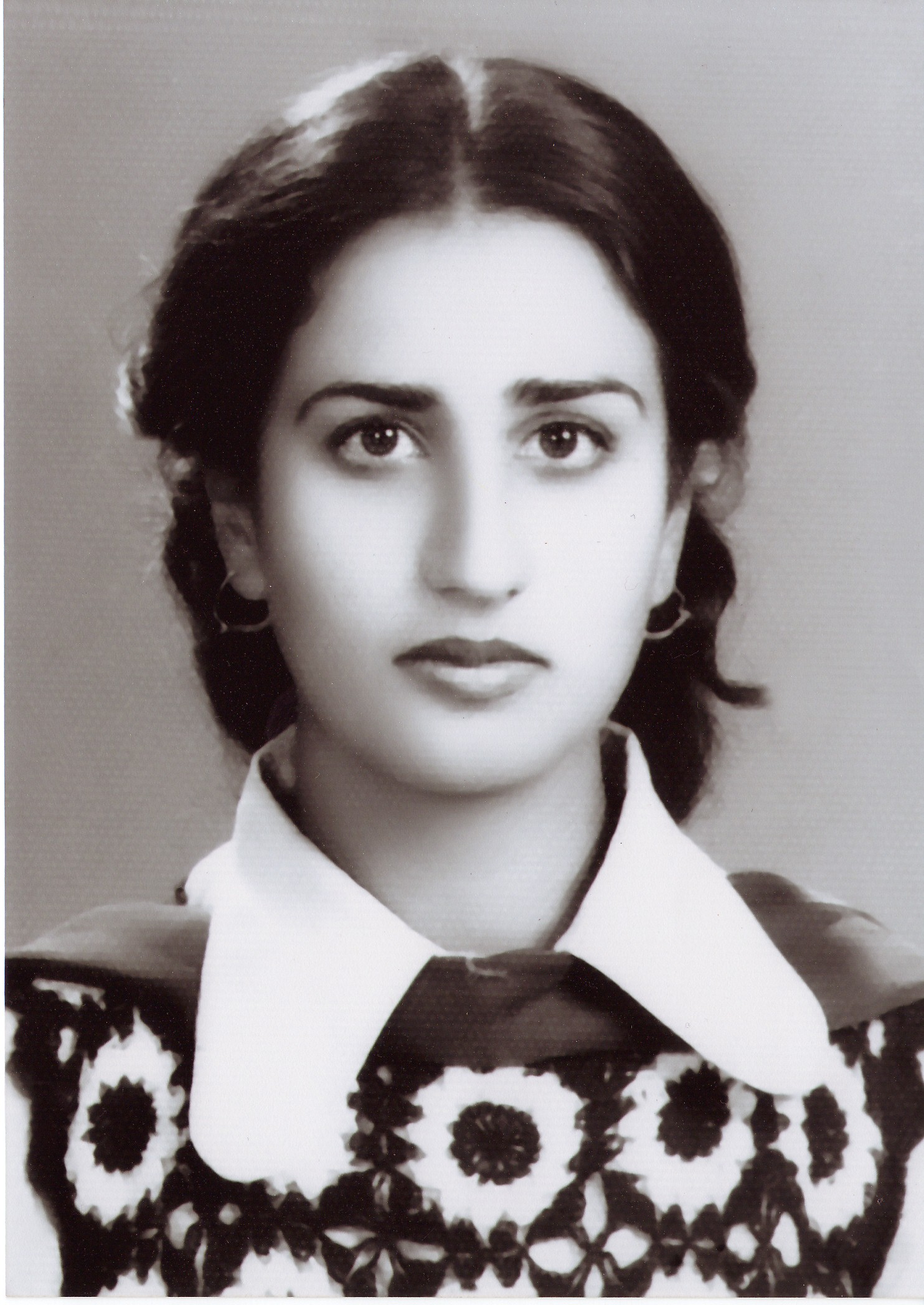
Naela Chohan, diplomate pakistanaise et militante des droits des femmes.
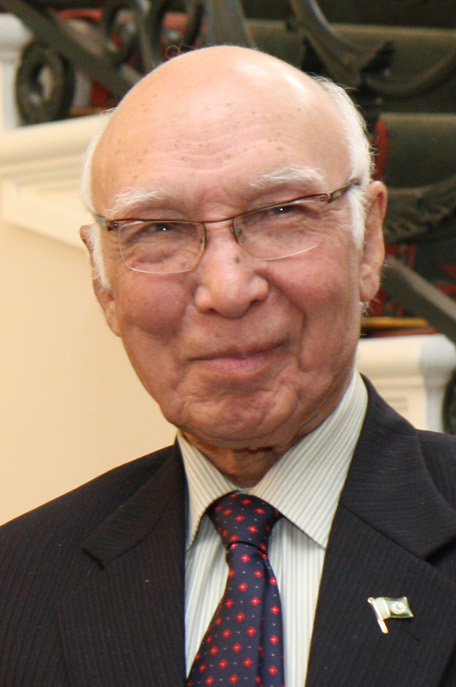
Sartaj Aziz, économiste et ministre des affaires étrangères.
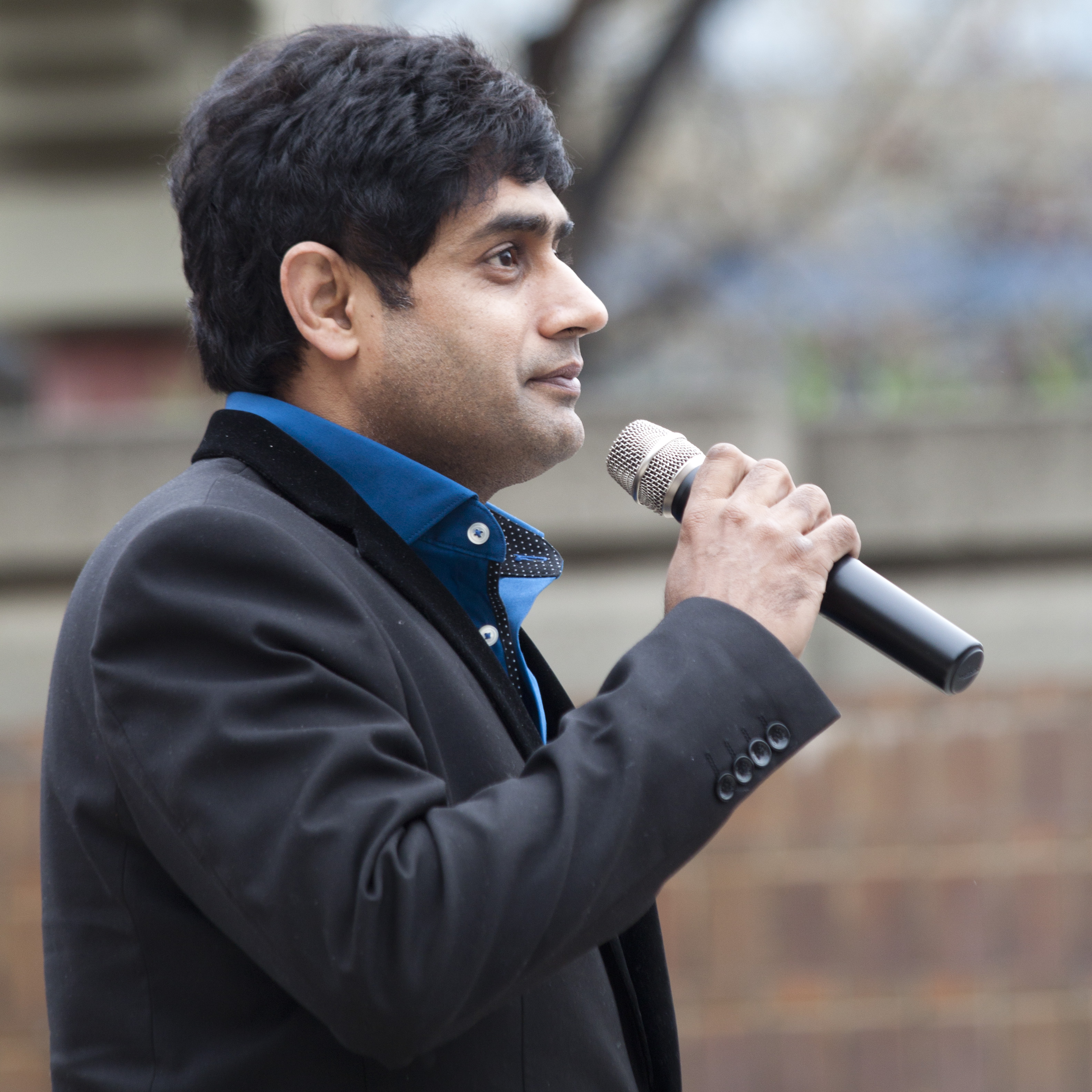
Abrar-ul-Haq (en), musicien et politicien.
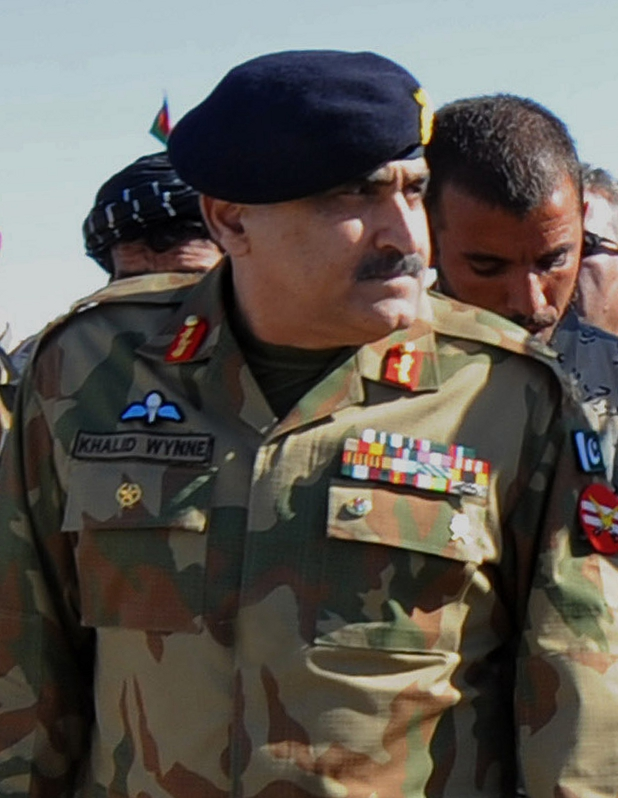
Gal Khalid Shameem Wynne (en).
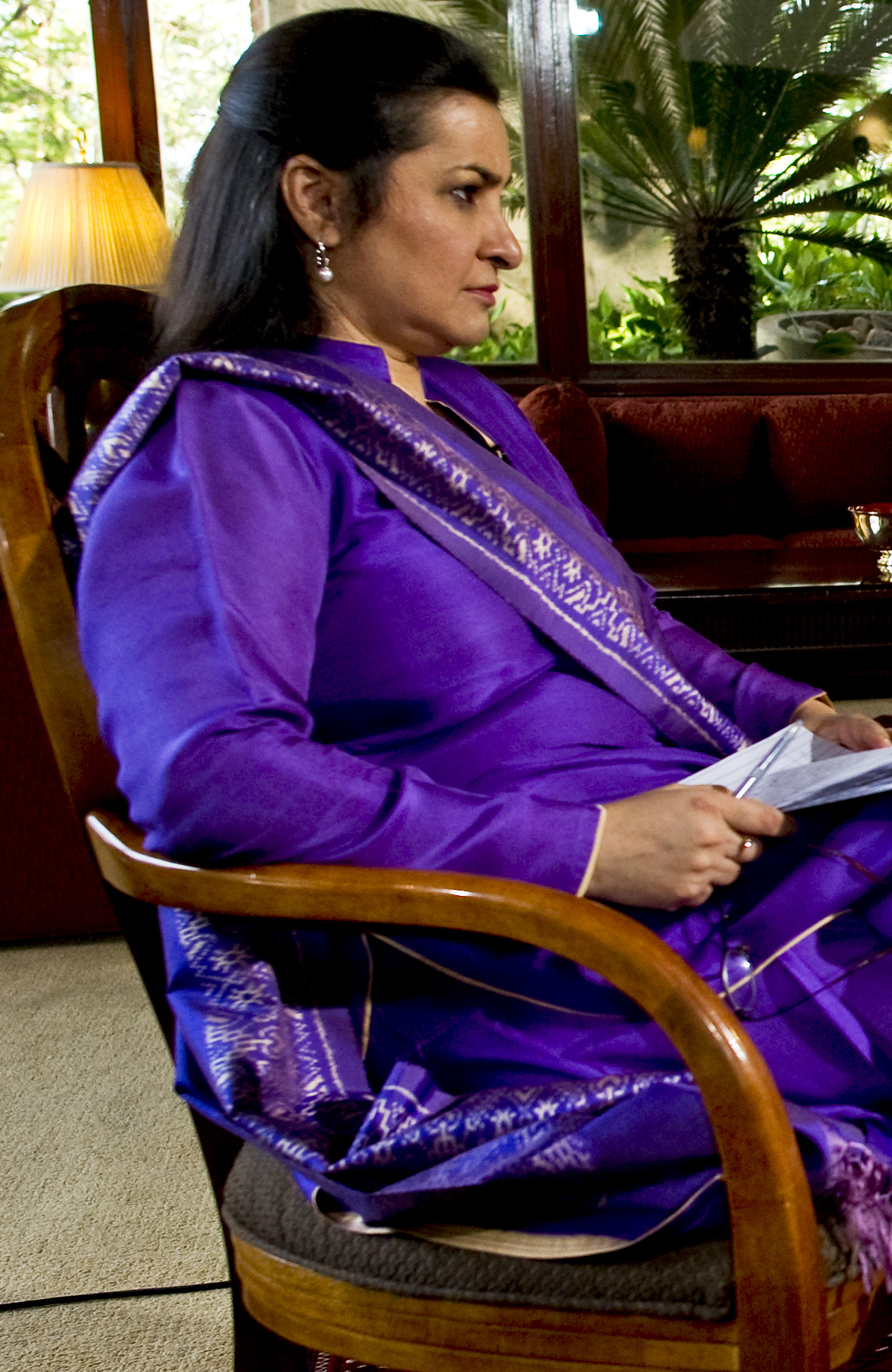
Nasim Zehra (en), journaliste.
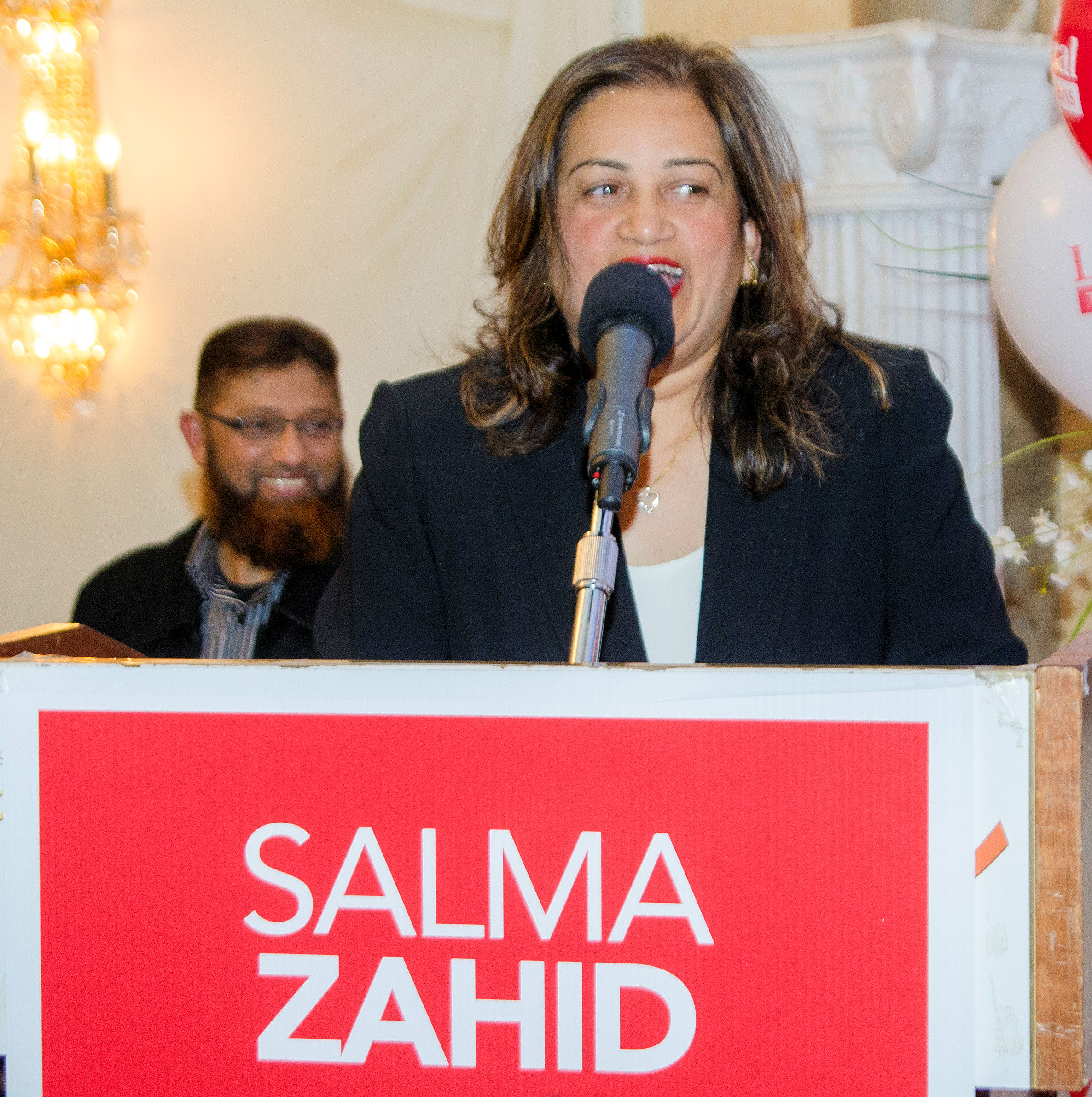
Salma Zahid, Membre du Parlement du Canada.
Marriyum Aurangzeb (en), actuelle ministre de l'Information (2017)
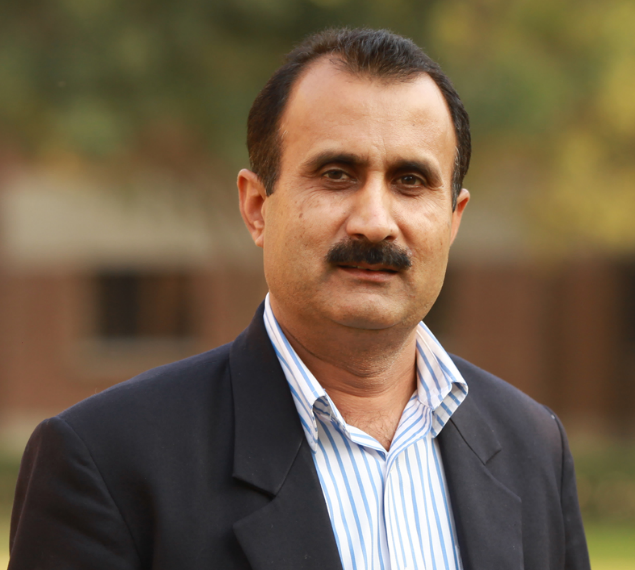
Irshad Hussain (en), chimiste.
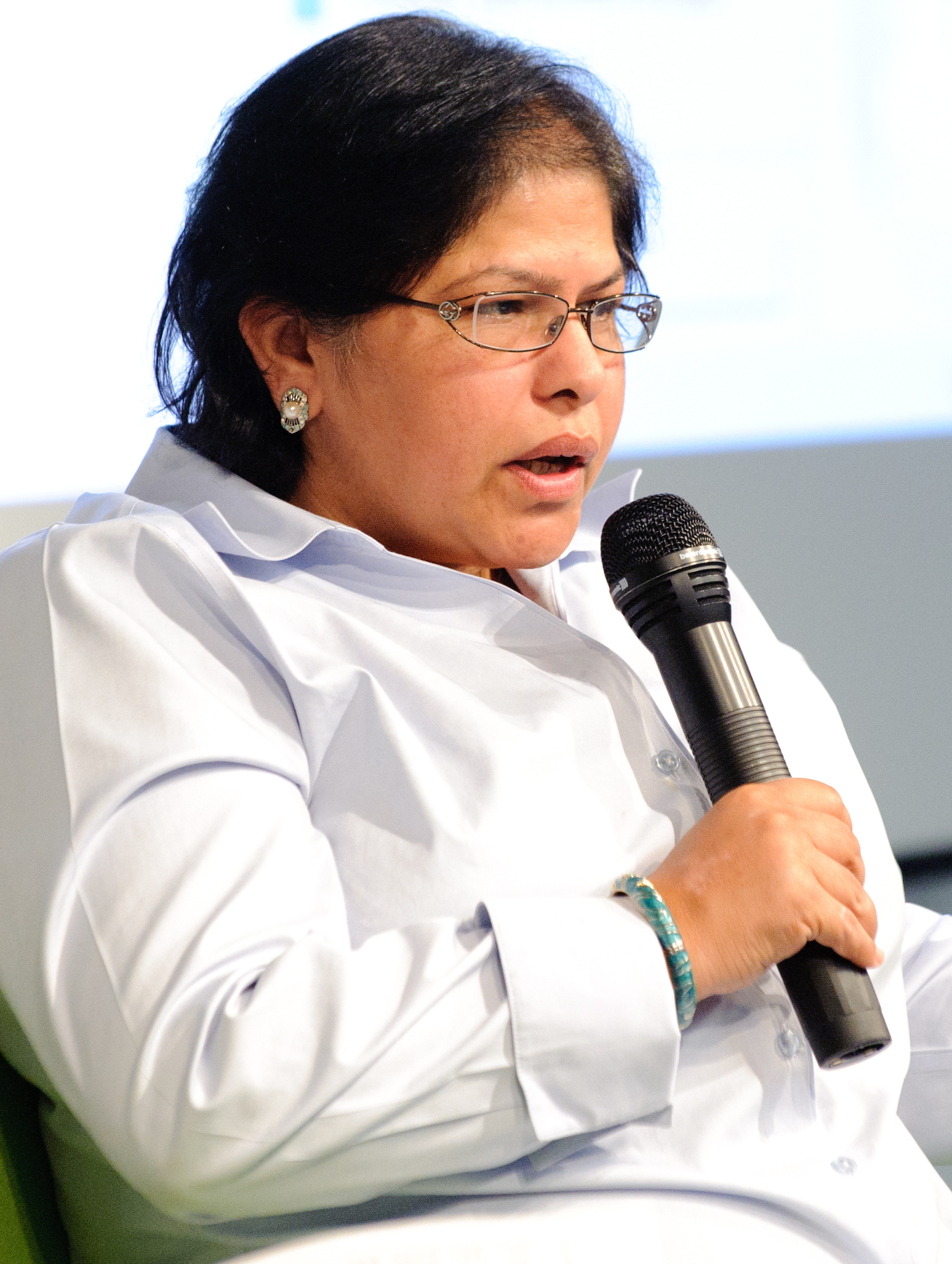
Ayesha Siddiqa.